# 37 Camelopardalis
37 Camelopardalis (37 Cam) es una estrella en la constelación de Camelopardalis, la jirafa, de magnitud aparente +5,36.

## Distancia y cinemática
De acuerdo a la nueva reducción de los datos de paralaje de Hipparcos, 37 Camelopardalis se encuentra a 380 ± 15 años luz del sistema solar.
Hace algo más de 3 millones de años fue cuando estuvo a la mínima distancia de la Tierra —156 años luz—, alcanzando su brillo magnitud +3,42.
La órbita de 37 Camelopardalis alrededor del centro de la Vía Láctea es considerablemente excéntrica (e = 0,35, frente a e = 0,16 que tiene el Sol).
Ello hace que en al apoastro —máxima separación— su distancia al centro de la galaxia supere los 15,5 kilopársecs. Naos (ζ Puppis), Altais (δ Draconis), Labrum (δ Crateris) y ν Hydrae son ejemplos de estrellas con órbitas galácticas también notablemente excéntricas.

## Características físicas
37 Camelopardalis es una gigante amarilla de tipo espectral G8III con una temperatura efectiva entre 4494 y 4644 K.
Tiene una luminosidad 110 veces mayor que la del Sol.
Su diámetro angular en banda J, evaluado de forma indirecta, es de 1,34 ± 0,02 milisegundos de arco.
Ello permite estimar su tamaño real, siendo su radio 17 veces más grande que el radio solar.
Posee una masa entre 1,34 y 1,60 masas solares, con una edad aproximada de 3800 millones de años.

## Composición química
37 Camelopardalis presenta una metalicidad —abundancia relativa de elementos más pesados que el helio— muy baja en comparación a la del Sol ([Fe/H] = -0,47).
Todos los elementos evaluados presentan niveles inferiores a los solares, siendo esta diferencia más acusada en el caso del estroncio, cuyo contenido equivale a sólo una quinta parte del existente en el Sol ([Sr/H] = -0,66).